# Berejnaïa Doubrova
Berejnaïa Doubrova (en russe : Бережная Дуброва) est un hameau russe situé dans le raïon de Plessetsk dans l'ouest de l'oblast d'Arkhangelsk. Il fait partie du Nord russe, se situe sur la rive gauche du fleuve Onega, et sa population s'élevait à 9 999 habitants en 2012. 

## Géographie
Berejnaïa Doubrova est située dans l'ouest de l'oblast d'Arkhangelsk, un sujet de Russie européenne qui fait partie du district fédéral du Nord-Ouest. La localité se trouve dans le sud du raïon de Plessetsk, un des raïons de l'oblast. Le hameau se trouve à environ 76 kilomètres au sud-ouest du centre administratif du raïon, la commune urbaine de Plessetsk.
Le hameau se trouve sur la rive droite du fleuve Onega, qui se jette dans la mer Blanche.
De 2004 jusqu'à la suppression des municipalités du raïon en 2021, le hameau faisait partie de la municipalité de Koniovo,.
Berejnaïa Doubrova, comme tout l'oblast d'Arkhangelsk, est située dans le fuseau horaire MSK (heure de Moscou). Le décalage horaire appliqué par rapport au temps universel coordonné est +03:00.

## Démographie
Recensements (*) ou estimations de la population,,:
En 2002, la population était à 100 % composée de Russes.
| 1873 | 1905 | 2002* | 2010* |
| ---- | ---- | ----- | ----- |
| 200  | 338  | 36    | 26    |

| 2012 | - | - | - |
| ---- | - | - | - |
| 26   | - | - | - |

## Culture locale et patrimoine
L'église de la Nativité de la Théotokos, construite en 1678,  se situe dans le village. Le monument est classé objet patrimonial culturel de Russie d'importance fédérale depuis la première liste en 1960.

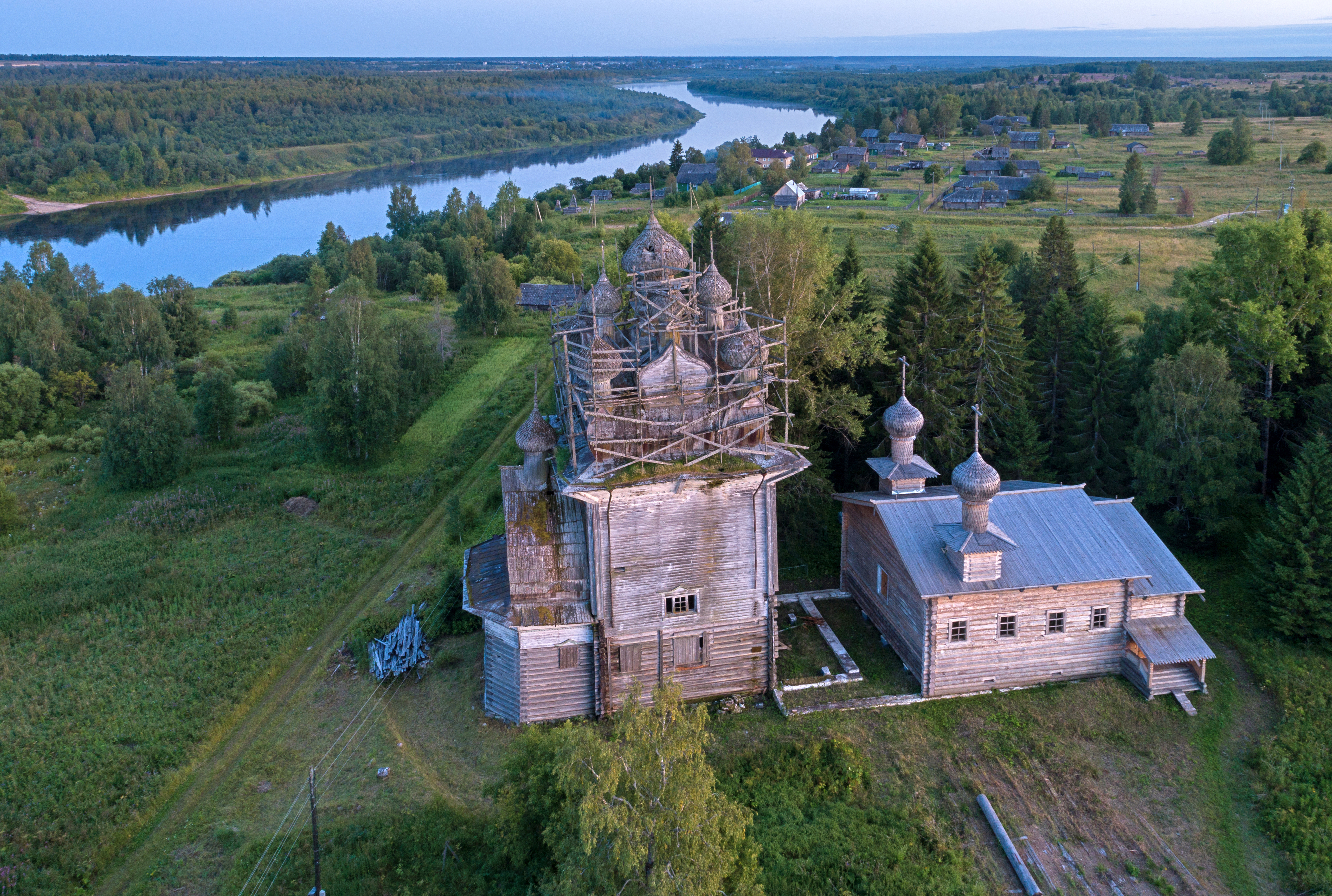
Vue aérienne de l'église et du village en arrière-plan.
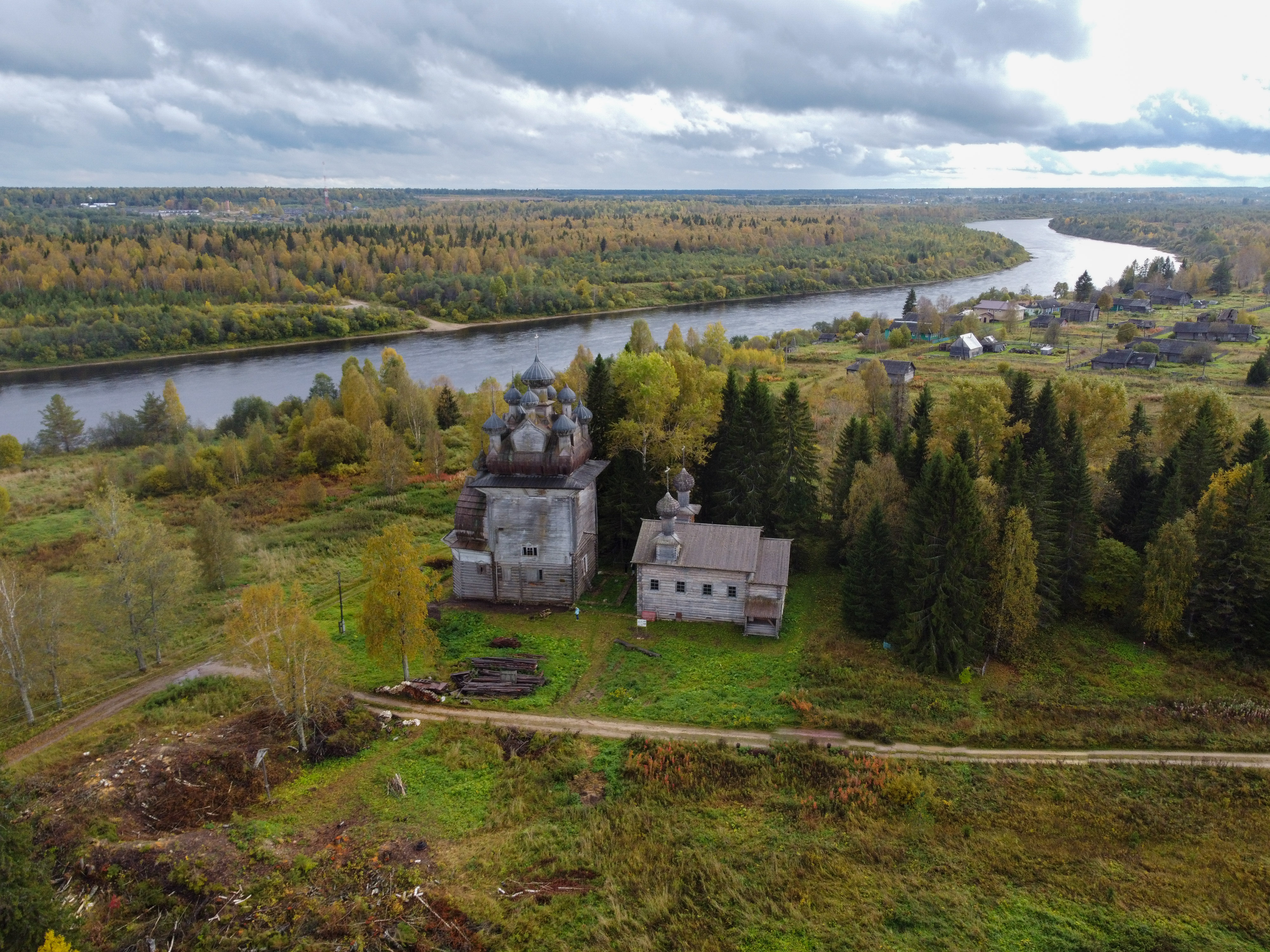
Autre vue.
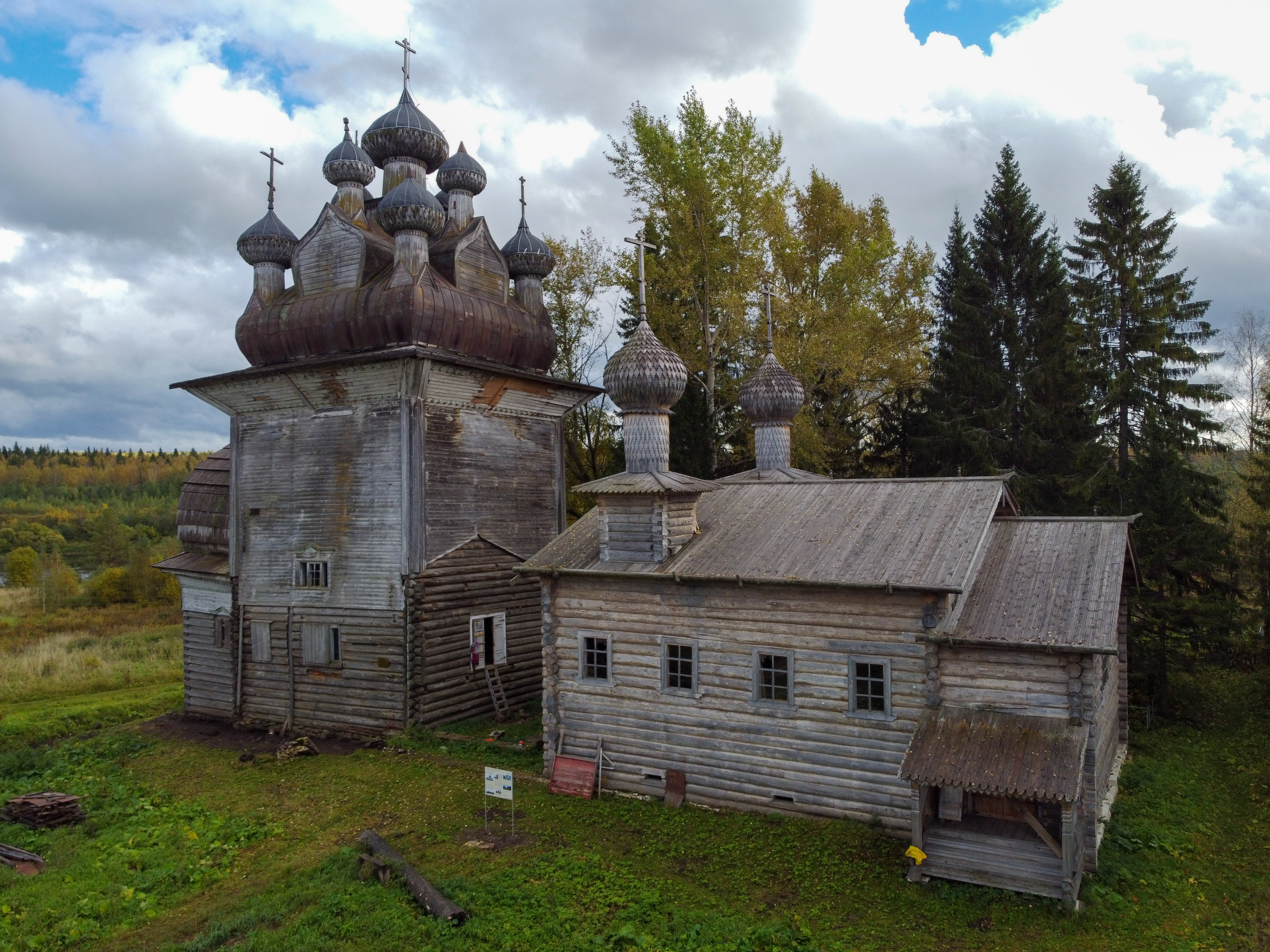
L'édifice de près.
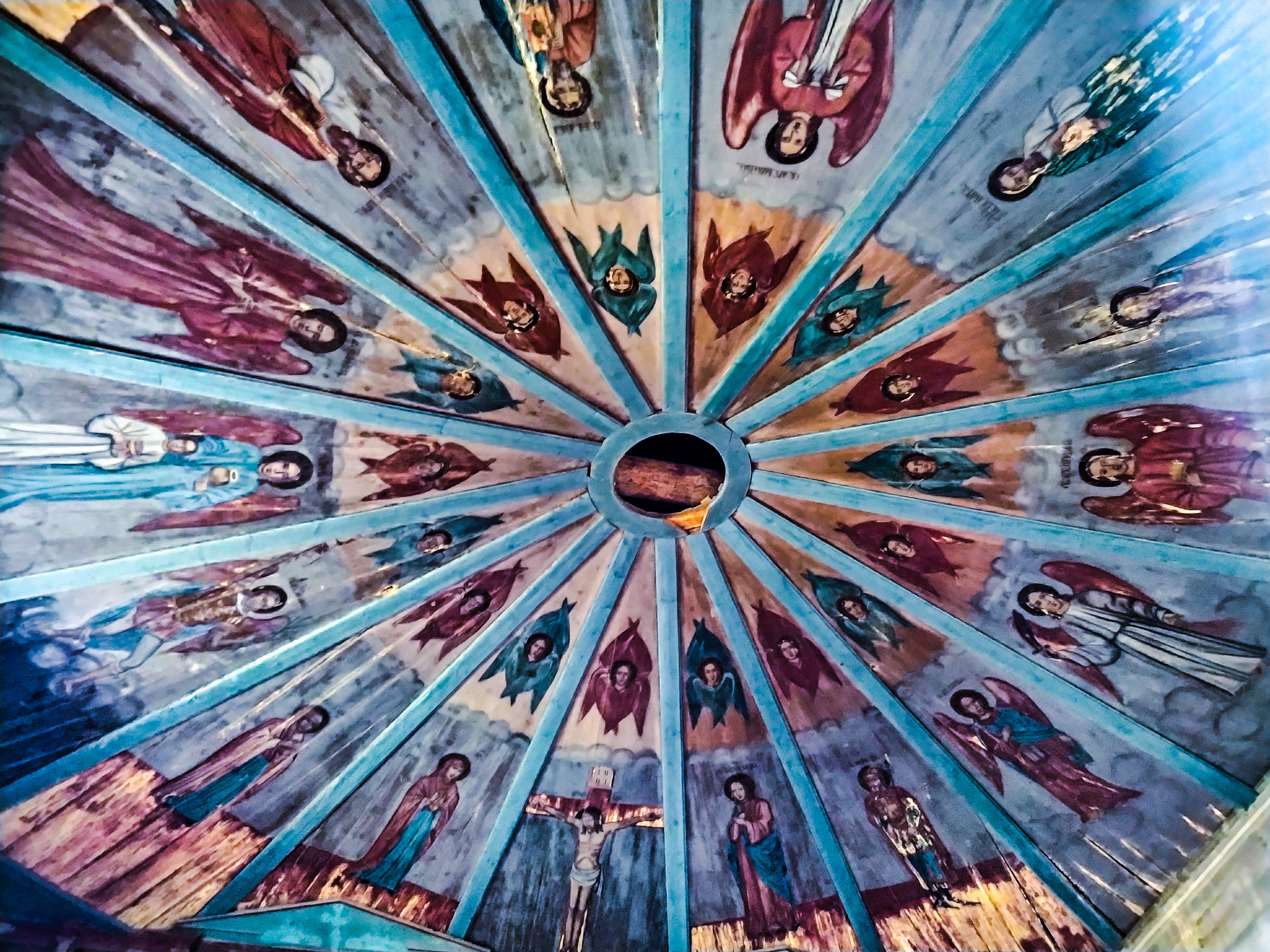
Fresque au plafond.